# Lagarto
Lagarto är en stad och kommun i östra Brasilien och ligger i delstaten Sergipe. Kommunens folkmängd uppgick år 2014 till cirka 101 000 invånare, varav cirka hälften bor i centralorten.